# Szalagos fülgomba
A szalagos fülgomba (Auricularia mesenterica) a Auriculariaceae családba tartozó, az egész világon előforduló, lombos fák korhadó törzsén élő, nem ehető gombafaj. 

## Megjelenése
A szalagos fülgomba termőteste eleinte halványszürke, rugalmas, gombszerű képlet, ami hamarosan 3-7 cm-es kemény, fülszerű formára nő, de a szomszédos termőtestek gyakran összenőnek és hosszú, akár egy métert is elérő szalagot alkothatnak. Felső, szabálytalan felszínű oldala szőrös és barna, szürke, okker, fehéres, lilás színekkel zónázott. Széle fiatalon vastag, később elvékonyodik. 
Spóratermő alsó oldala eleinte sima és fehéren hamvas, de idővel ráncossá, és vörösbarnás-okkeres színűvé válik. 
Húsa kezdetben puha, de hamarosan keménnyé, bőrszerűvé válik és könnyebb lesz letépni az egész gombát az aljzatról, mint letörni róla egy darabot. Szaga és íze nem jellegzetes.  
Spórapora fehér. Spórája kolbász alakú, sima, mérete 15-17 x 6-7 µm.

### Hasonló fajok
Fiatalon a fodros rezgőgombával, később a fenyő-egyrétűtaplóval, lepketaplóval, borostás réteggombával téveszthető össze.  

## Elterjedése és termőhelye
Kozmopolita faj, az Antarktisz kivételével minden kontinensen megtalálható. Magyarországon nem gyakori. 
Lombos fák korhadó törzsén él. Termőteste egész évben látható. 
Nem ehető. 

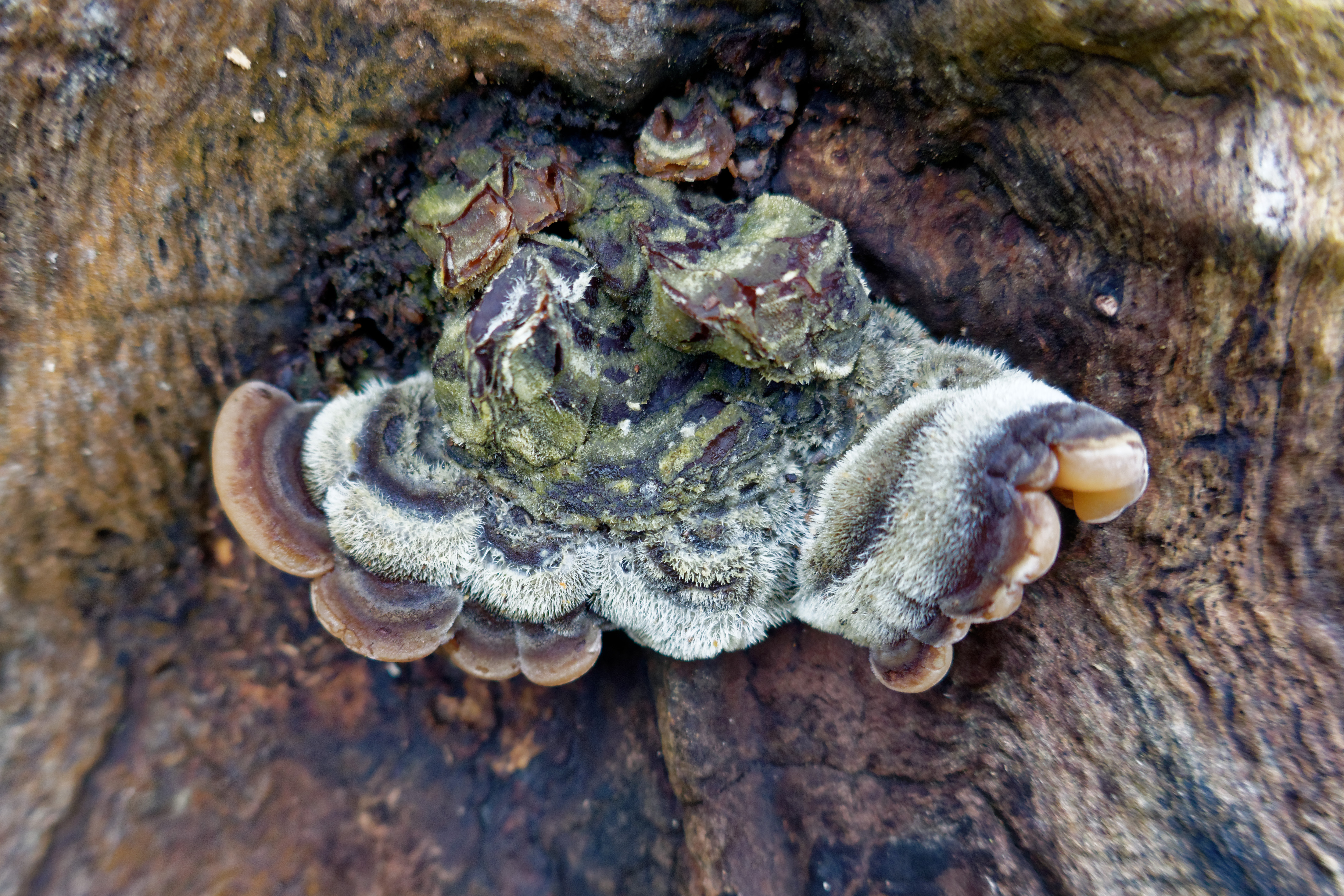
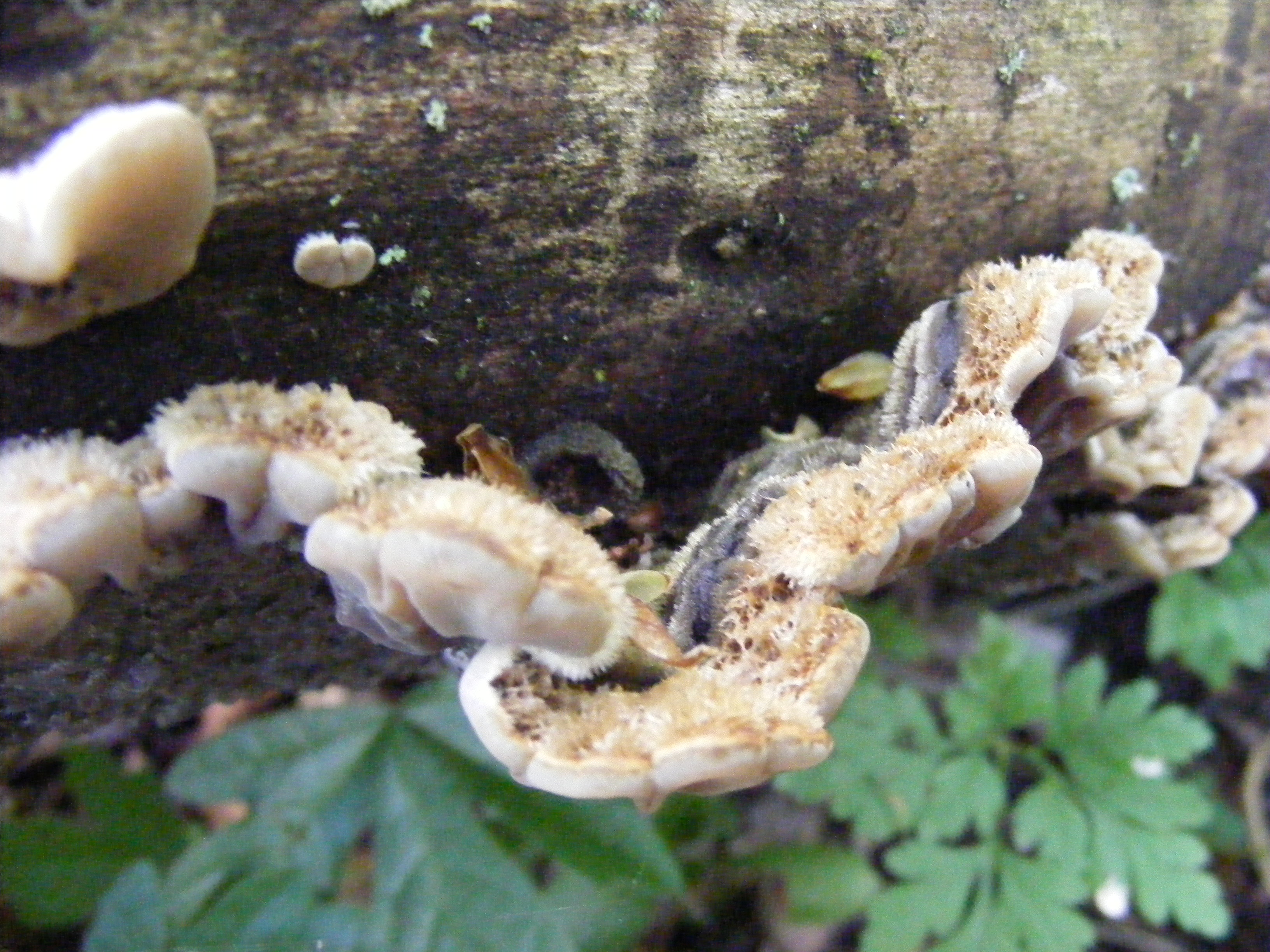
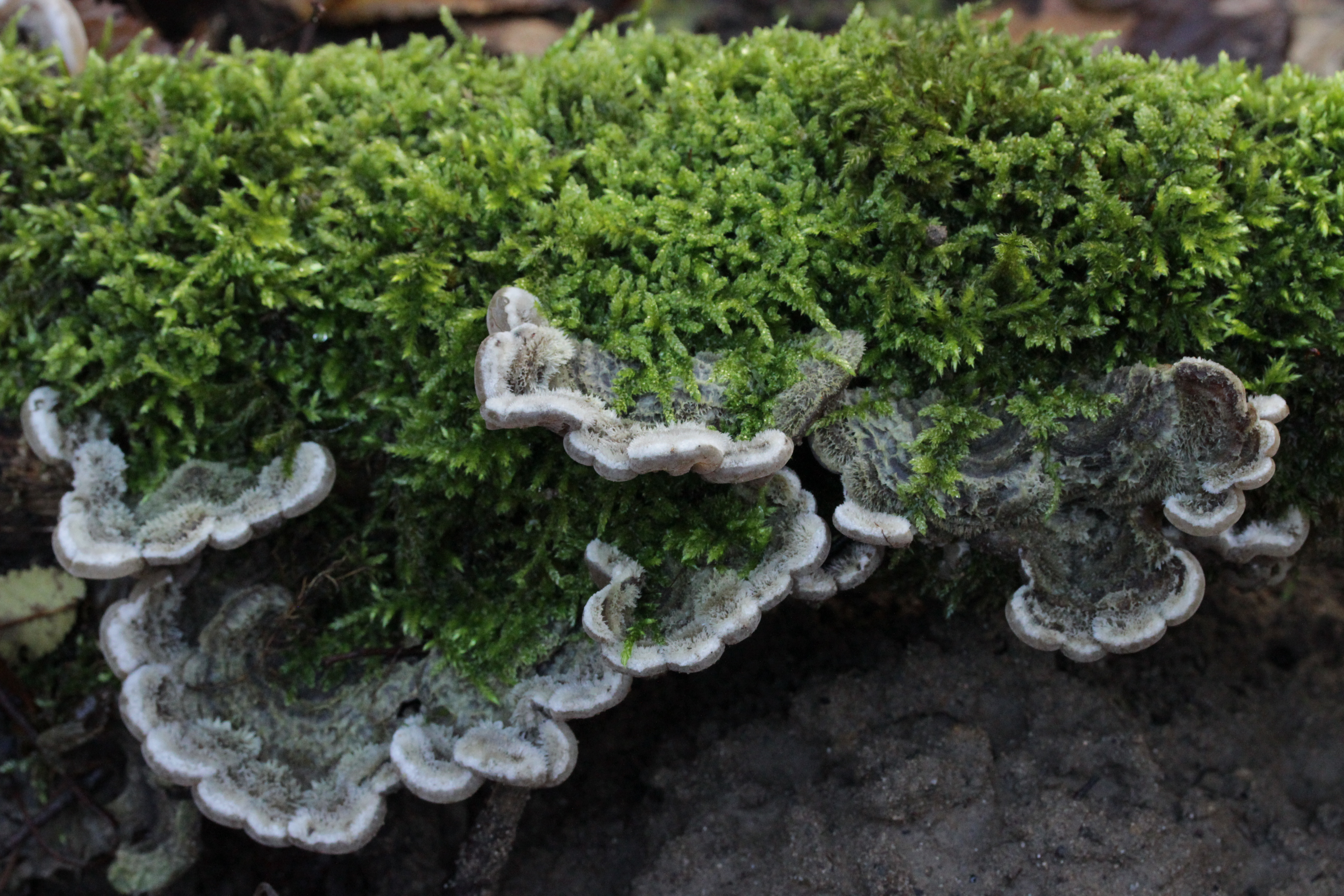
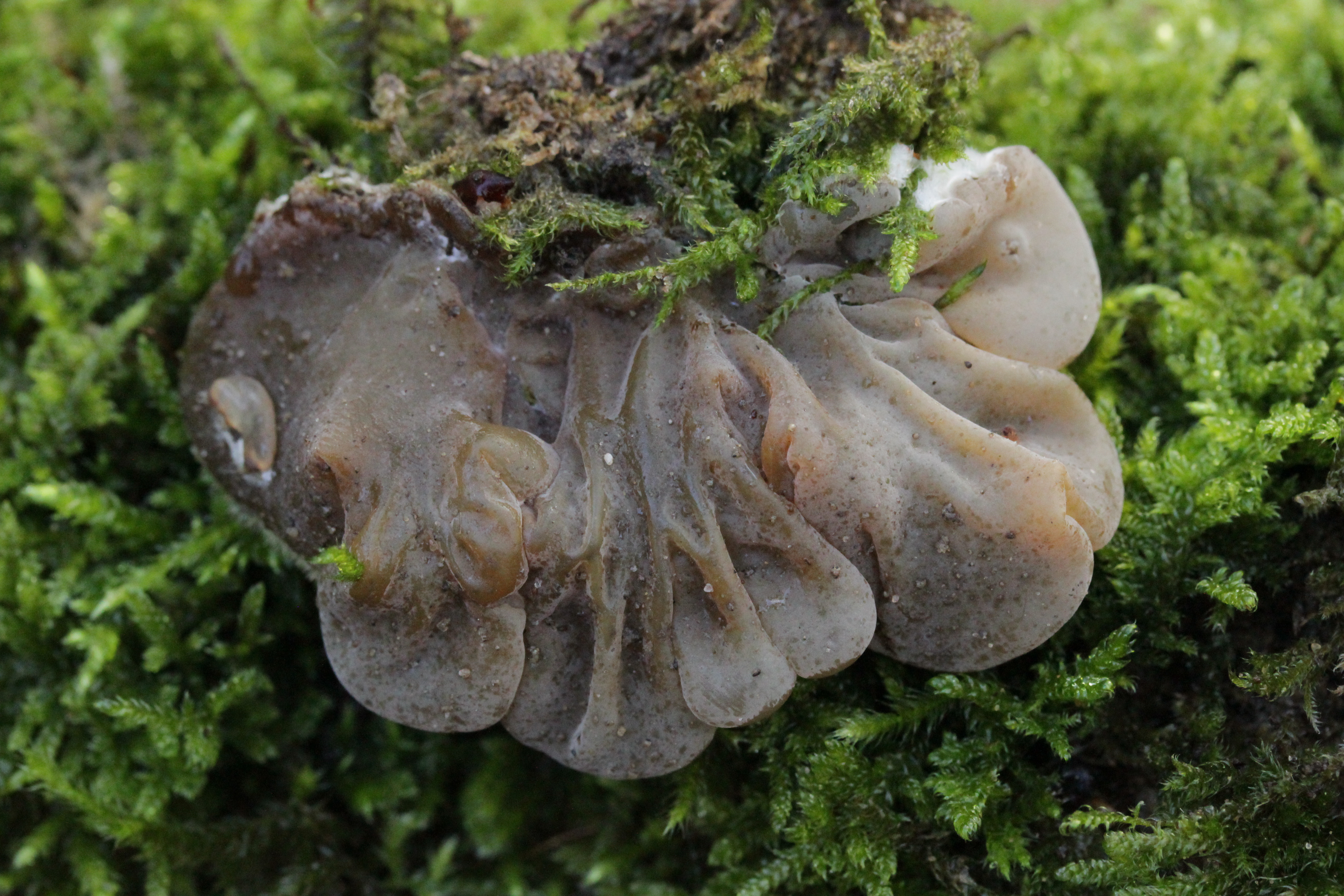
Fiatal gomba alsó termőrétege
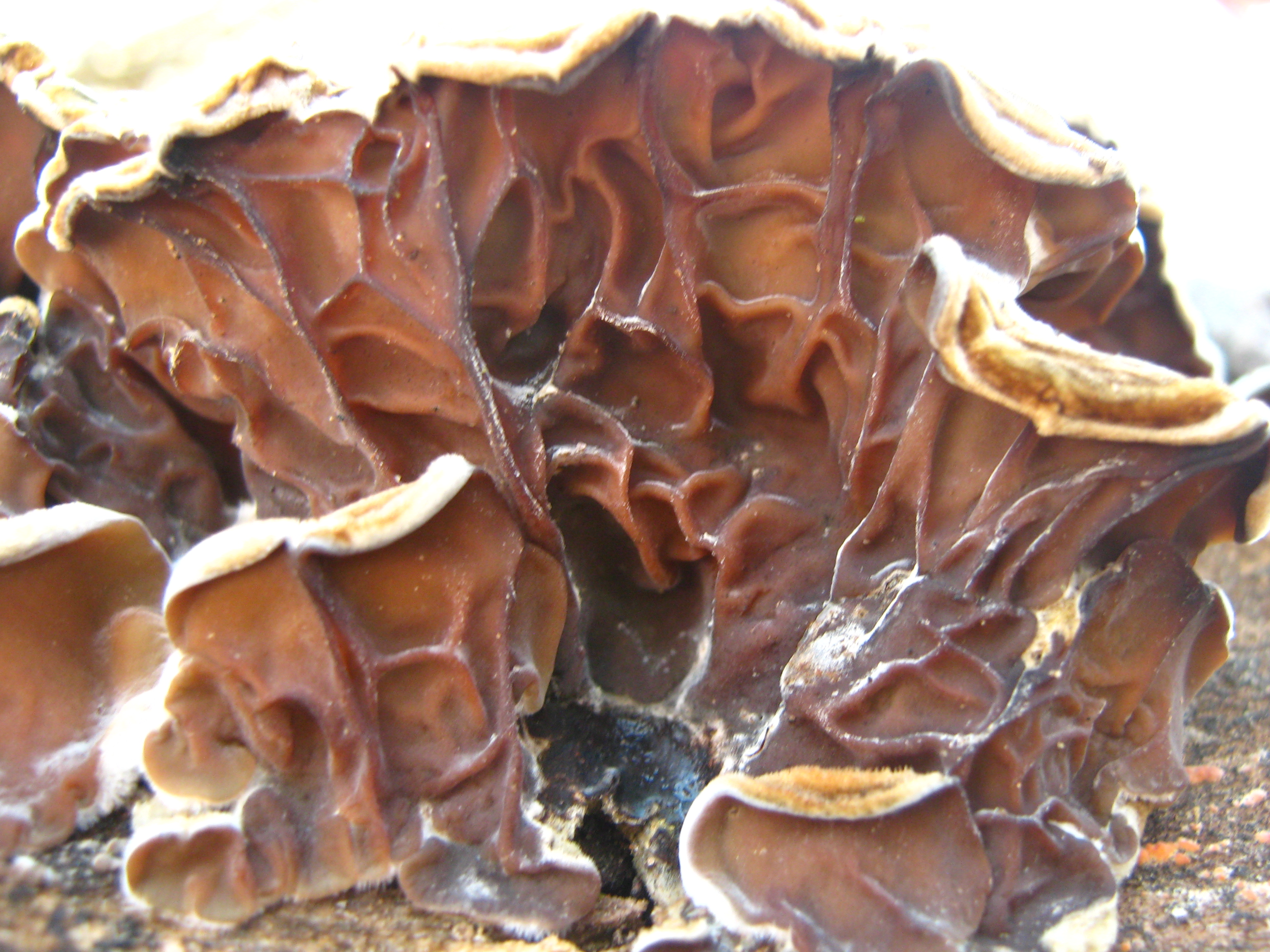
Idős gomba termőrétege
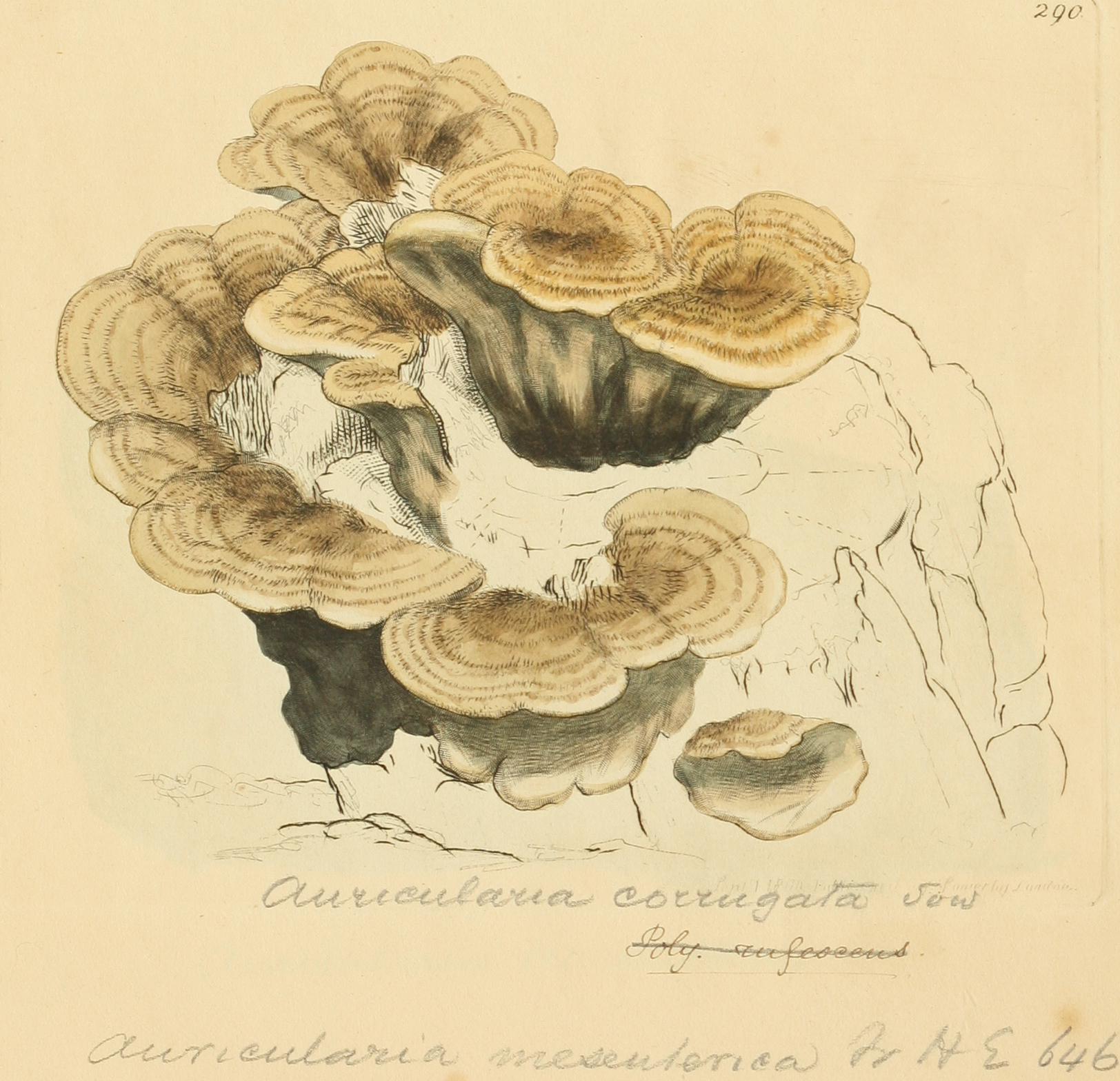